# فورد فرمانت
فورد فرمانت (Ford Fairmont) خودرویی است که در سال‌های ۱۹۷۸ تا ۱۹۸۳در کانادا تولید شده‌است. طراحی آن خودروهای موتور جلو-محور عقب بوده است. سیستم جعبه‌دندهٔ آن ۳ دنده به دو صورت خودکار و دستی است.